# Kemijska formula
Kemijska formula je simbolični ali grafični prikaz sestave oziroma zgradbe molekule kemijske spojine. Formule se zapisujejo s simboli elementov, številkami, ki pomenijo število atomov posameznega elementa ali število atomskih struktur, oklepaji, ki ločujejo vgnezdene ali ponavljajoče se strukture, in črtami, ki simbolizirajo kemijske vezi. Kemijske formule služijo tudi za zapis kemijskih reakcij.
Takšen sistem zapisovanja je zasnoval švedski kemik Jöns Jacob Berzelius v 19. stoletju.

## Empirična formula
Empirična formula je najenostavnejša kemijska formula, v kateri je prikazano, kateri elementi so v spojini in v kakšnem razmerju so. Empirične formule so standradne za ionske spojine, na primer MgSO4, in makromolekule, na primer SiO2. Empirična formula ne upošteva izomerije, povezav med posameznimi atomi znotraj molekule in dejanskega števila atomov v molekuli.
Izraz empiričen izhaja iz elementarne analize, ene od tehnik analizne kemije, ki ugotavlja masni delež posameznega elementa v čisti spojini. Primer: heksan ima molekulsko formulo C6H14 in strukturno formulo CH3CH2CH2CH2CH2CH3 iz katerih je razvidno, da posamezna molekula vsebuje 6 atomov ogljika in 14 atomov vodika, njegova empirična formula pa je C3H7, ker je razmerje med ogljikom in vodikom 3:7. Podobno je pri vodikovemu peroksidu (H2O2). Njegova empirična formula je HO, ker je razmerje med elementoma 1:1.

## Molekulska formula
Molekulska formula pove veliko več kot empirična formula in sicer kateri elementi so v molekuli in koliko atomov posameznega elementa je v molekuli. Primer: empirična formula glukoze je CH2O, njena molekulska formula, ki ustreza resničnemu stanju, pa je C6H12O6. Molekulska formula ne upošteva izomerije in razporeditve atomov znotraj molekule.
Molekulska formula:
etilester acetocetna kislina:CH3COCH2COOC2H5

## Strukturna formula
Strukturna formula kemijske spojine je grafični prikaz zgradbe molekule, iz katere je razvidna razporeditev atomom in kemijskih vezi. Najpogosteje se uporabljajo racionalna, strukturna in skeletna formula. Poleg teh formul se uporabljajo tudi drugi načini zapisa kemijske strukture.
Strukturna formula ima v primerjavi z molekulsko formulo več prednosti. Ena od njih je prav gotovo velika preglednost zapisa kemijske reakcije: iz strukturne formule je razviden potek reakcije in vse spremembe, ki so med reakcijo nastale. Druga prednost je prikaz različnih izomernih oblik neke spojine, ki iz njene molekulske formule niso razvidne.

## Posebnosti

### Dvojne in trojne vezi
Etan vsebuje dva ogljikova atoma, ki sta povezana z enojno vezjo, na vsak ogljikov atom pa so, tudi z enojnimi vezmi, vezani trije vodikovi atomi. Njegovo formulo se lahko zapiše s C2H6 ali CH3CH3.
V etenu (C2H4) je med ogljikovima atomoma dvojna vez. Njen zapis se lahko opusti, ker je implicitno zapisana s tem, da ima vsak ogljik samo dva vodika. Formulo se v tem primeru zapiše s CH2CH2. Zaradi boljše preglednosti je bolje, da se dvojno vez zapiše eksplicitno s CH2=CH2 ali CH2::CH2, pri čemer vsak par točk predstavlja vezni elektronski par.
Takšen zapis je sicer boljši, vendar iz njega ni razviden položaj funkcionalnih skupin na ogljikovih atomih ob dvojni vezi. Primer: alken but-2-en ima dva izomera, kar iz kemijske formule CH3CH=CHCH3 ni razvidno. Kadar je položaj funkcionalnih skupin pomemben, se njihov položaj eksplicitno označi s cis (Z) ali trans (E).
Trojno vez se zapiše s tremi črticami ≡, na primer CH≡CH, ali s tremi pari točk :::. Vsaka črtica ali par točk pomeni eno vez med ogljikovima atomoma.

### Molekule z mnogokratnimi funkcionalnimi skupinami
Mnogokratne funkcionalne skupine v molekuli se zapiše v okroglih oklepajih, z indeksom na desni pa se  označi njihovo število. Primer: Ca3(PO4)2 ali (CH3)3CH (2-metilpropan). Prvi zapis pomeni, da sta v molekuli kalcijevega fosfata dve skupini PO43-, drugi zapis pa pomeni, da so na osrednji ogljikov atom vezane tri metilne skupine. Drugo spojino se lahko zapiše tudi kot CH3CH(CH3)CH3.

### Polimeri
Formule polimerov se zapisujejo tako, da se ponavljajočo se enoto oziroma sekvenco  zapiše v oklepaju z desnim indeksom, ki pomeni število enot. Zapis CH3(CH2)50CH3 pomeni, da je v polimeru 50 CH2 skupin. V polimerih število ponavljajočih se enot običajno ni znano, zato se njihovo furmulo zapiše kar s splošno formulo CH3(CH2)nCH3.

### Ioni
Ion posameznega elementa se zapiše s simbolom elementa in desnim eksponentom, ki pomeni njegov naboj, na primer K+ in Al 3+.
Večatomski ioni se zapisujejo tako, da se v desni eksponent zapiše njihov skupni naboj, na primer SO42- ali PO43-.
Za zapise kompleksnih ionov se uporabljajo oglati oklepaji, na primer [B12H12]2-. Ionske skupine, ki so vgnezdene znotraj kompleksnega iona, se zapišejo v okroglem oklepaju, na primer [Co(NH3)6]3+.  Zadnji zapis pomeni, da kompleksni ion vsebuje šest NH3 skupin, celotna skupina v oglatem oklepaju pa ima naboj +3.

### Izotopi
Izotopi so najbolj aktualni v jedrski kemiji in kemiji stabilnih izotopov, v kemijski formuli pa se označujejo z levim eksponentom ob simbolu elementa. Primer: fosfatni ion, ki vsebuje radioaktivni fosfor 32, se zapiše kot 32PO43-.
Zapisu izotopa se pogosto doda še zapis atomskega števila, ki se zapiše kot levi indeks, na primer 168O2 za kisikov najpogostejše izotop. Takšen zapis je zaradi preglednosti zelo uporaben pri pisanju in urejanju jedrskih reakcij.

### Ujeti atomi
Za zapis atomov in molekul, ki so ujeti v kletko, vendar z njo niso kemijsko povezani, se uporablja simbol @.  Takšen zapis se je začel uporabljati po letu 1990, ko so odkrili fulerenske kletke, v katere so lahko ujeti atomi, na primer lantana. Tako ujeti atom se zapiše, na primer, z La@C60 ali La@C82.
Primer nefulerenske kletke je ion [As@Ni12As20]3-, v kateri je arzenov ion ujet v kletki iz 32 atomov niklja in arzena.

### Nestehiometrične formule
Kemijske formule so praviloma zapisane s celimi števili atomov, obstoja pa cel razred tako imenovanih nestehiometričnih spojin, ki se jih ne da zapisati s celimi števili. Takšne formule se zapisujejo z decimalnimi števili, na primer Fe0,95O, ali s številko in črko, na primer Fe1–xO , pri čemer je x praviloma mnogo manjši od 1.

### Splošna formula organskih spojin
Organske spojine, ki se med seboj razlikujejo za enako enoto, na primer CH2,  so homologi in tvorijo tako imenovano homologno vrsto. Člene homologne vrste se pogosto zapiše kar s splošnim členom oziroma s splošno formulo. Primer: splošna formula alkanov je CnH2n+2, alkenov CnH2n itd., pri čemer je n število ogljikovih atomov oziroma zaporedna številka homologa.

### Hillov sistem
V Hillovem sistemu pisanje kemijskih formul se na prvem mestu zapiše ogljik. Ogljiku sledi vodik, vodiku pa ostali elementi po abecednem vrstnem redu. Če v formuli ni ogljika, se vsi elementi, vključno z vodikom, zapisujejo po abecedi. Hillov sistem omogoča enostavno sortiranje in iskanje kemijskih spojin. Primeri: C2H4BrI, BrH, HI itd.